# Яроміровиці
Яроміровиці (пол. Jaromirowice, нім. Germersdorf) — село в Польщі, у гміні Ґубін Кросненського повіту Любуського воєводства.
Населення — 390 осіб (2011).
У 1975-1998 роках село належало до Зеленогурського воєводства.

## Демографія
Демографічна структура станом на 31 березня 2011 року:
|          | Загалом | Допрацездатний вік | Працездатний вік | Постпрацездатний вік |
| -------- | ------- | ------------------ | ---------------- | -------------------- |
| Чоловіки | 200     | 34                 | 154              | 12                   |
| Жінки    | 190     | 35                 | 118              | 37                   |
| Разом    | 390     | 69                 | 272              | 49                   |